# Massacre de Wickenburg
Guerres apaches
Batailles
Guerres apaches

- Point of Rocks (en)
- Wagon Mound (en)
- Combat de Bell (en)
- Cieneguilla (en)
- Ojo Caliente Canyon (en)

- Diablo Mountains (en)
- Expédition d'Antelope Hills (en)
- Little Robe Creek (en)
- 1re Adobe Walls

- Cooke's Spring (en)
- Expédition de Bonneville (en)
- Madera Canyon (en)
- Mimbres River (en)
- Affaire Bascom
- Tubac
- Cooke's Canyon
- Florida Mountains
- Gallinas Mountains
- Placito
- Pinos Altos
- 1re Dragoon Springs
- 2e Dragoon Springs
- Apache Pass
- Big Bug
- Mowry (en)
- Mount Gray
- Doubtful Canyon
- Fort Buchanan

- Pipe Spring

- Camp Grant
- Wickenburg
- Burro Canyon
- Tonto Basin
- Salt River Canyon
- Turret Peak (en)
- Sunset Pass (en)

- Yellow House Canyon (en)

- Ojo Caliente
- Las Animas Canyon
- Hembrillo Basin (en)
- Alma (en)
- Fort Tularosa (en)
- Carrizo Canyon (en)

- Cibecue Creek
- Fort Apache (en)
- McMillenville (en)
- Big Dry Wash
- Lordsburg Road
- Devil's Creek (en)
- Little Dry Creek (en)
- Nacori Chico
- Bear Valley (en)
- Pinito Mountains

- Kelvin Grade (en)
- Cherry Creek (en)
- Guadalupe Canyon (en)

Le massacre de Wickenburg est un massacre survenu le 5 novembre 1871 lorsque six passagers d'une diligence en route vers l'ouest de Wickenburg, dans le territoire de l'Arizona, en direction de San Bernardino, en Californie, sur la route de La Paz (en), ont été tués.

## Massacre
Vers le milieu de la matinée, à environ 10 km de Wickenburg, la diligence a été supposément attaquée par 15 guerriers yavapais, parfois appelés à tort Apache-Mohaves, de la réserve de Date Creek (en). Six hommes, y compris le conducteur, ont été abattus. Parmi eux se trouvait Frederick Wadsworth Loring (en), un jeune écrivain de Boston travaillant comme correspondant pour Appleton's Magazine (en) chargé de couvrir une expédition cartographique dirigée par le lieutenant George Wheeler. Un passager masculin, William Kruger et la seule passagère, Mollie Sheppard, ont réussi à s'échapper. Selon Kruger, Sheppard est finalement décédée des blessures qu'elle a reçues.
Pendant un certain temps, l'identité des assaillants a été contestée. Au cours des deux années suivantes, le général George Crook a mené une enquête sur l'attaque et a finalement identifié tous les auteurs. Après avoir tenté d'arrêter les meneurs sans succès, Crook a envoyé le capitaine J. W. Mason à Burro Creek, où il a rencontré les responsables du massacre ainsi que des indigènes yavapais innocents dans trois rancherias. Beaucoup ont été tués dans la bataille qui a suivi.
Sept mois avant l'incident de Wickenburg, 144 Apaches ont été tués dans le massacre de Camp Grant près de Tucson, et le sentiment oriental était avec les victimes. Cependant, la mort de Loring à Wickenburg a tourné l'opinion publique contre les Yavapais. En février 1875, bien qu'autrefois promis une terre de réserve près de Prescott « pour toujours et à jamais », la tribu Yavapai a été déracinée et conduite à 290 kilomètres au sud de la réserve indienne de San Carlos, où elle a été forcée de vivre aux côtés de ses ennemis des siècles passés, les Apaches Chiricahuas.
Des plaques commémoratives ont été installées à plusieurs reprises près du site, notamment en 1937 par le Arizona Highway Department et en 1948 et 1988 par le Wickenburg Saddle Club.

## Culture populaire
Le massacre de Wickenburg a été présenté dans un épisode du 12 avril 1996 de Unsolved Mysteries.

## Galerie

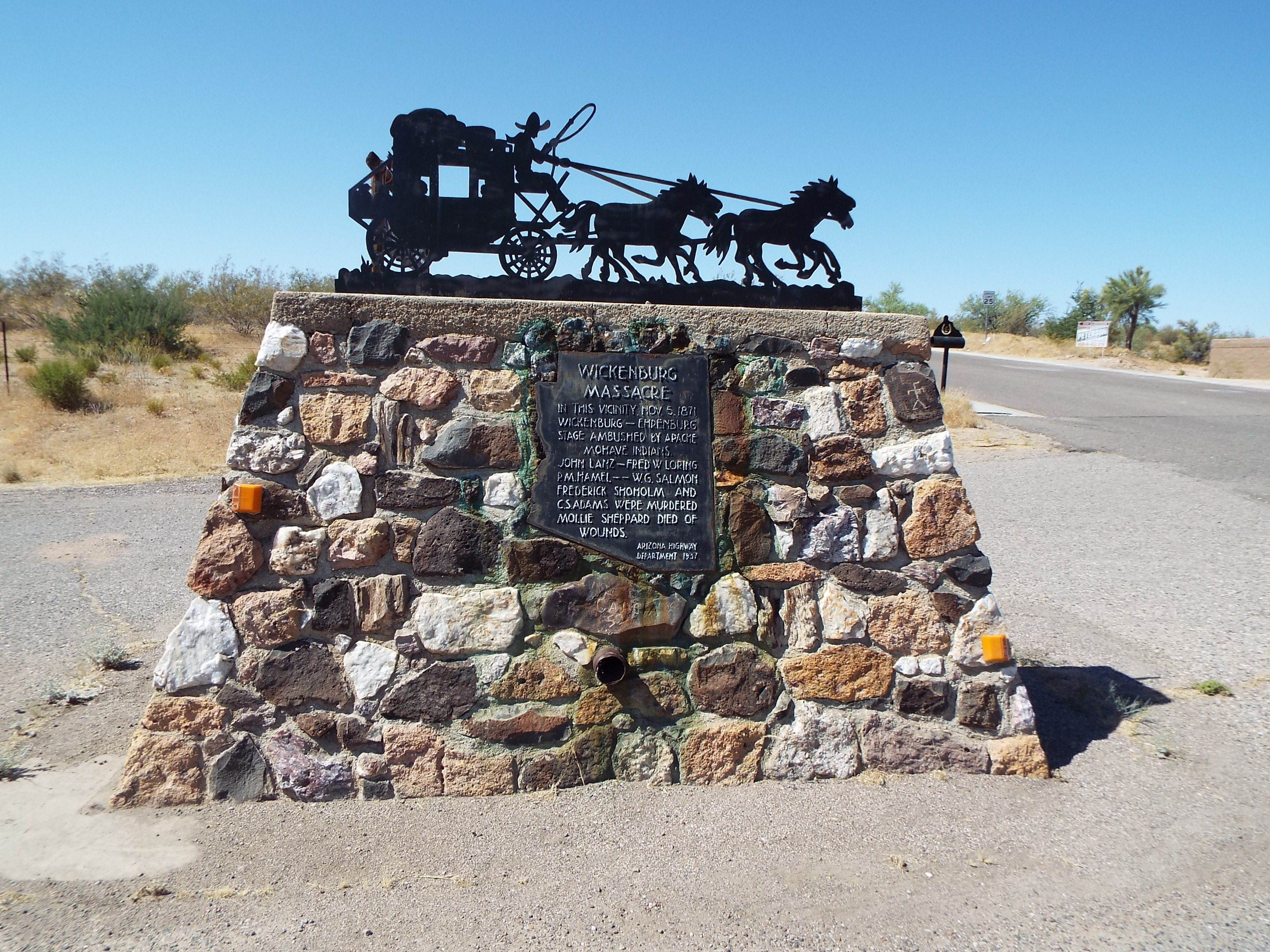
Borne de voisinage où le massacre de Wickenburg a eu lieu.
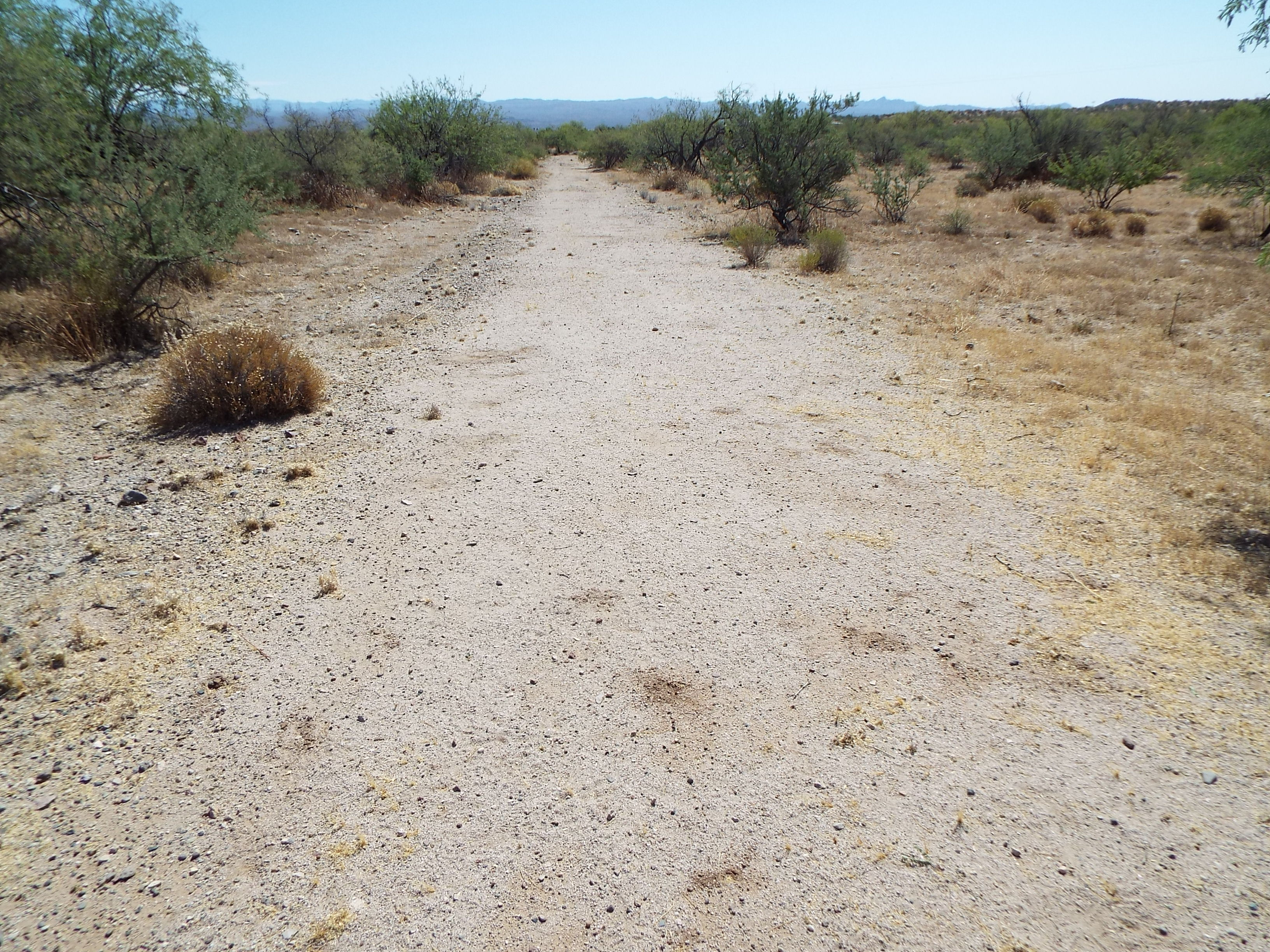
Old Stage Coach Road où le massacre de Wickenburg a eu lieu.
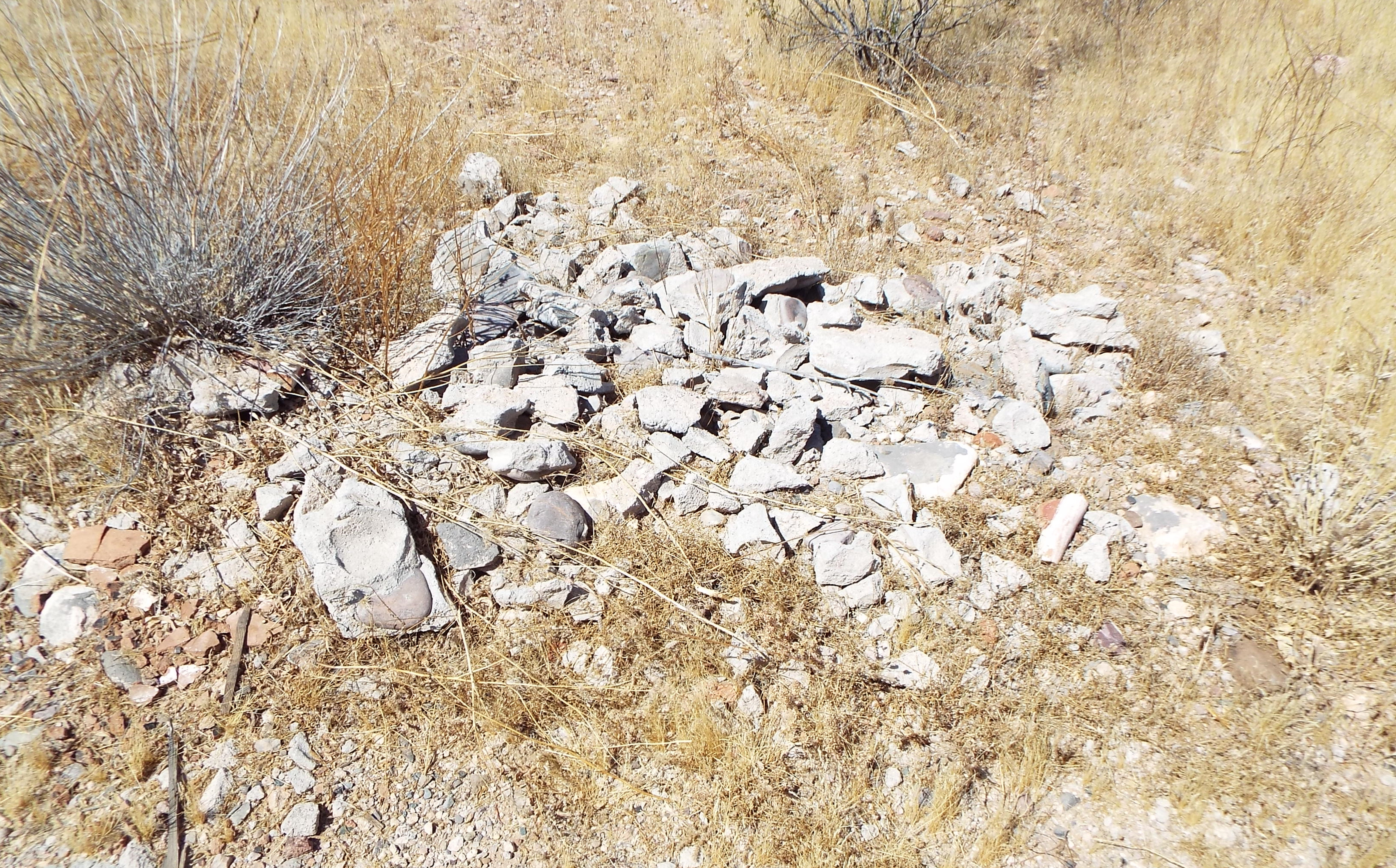
Tombe de l'une des victimes du massacre de Wickenburg.